# Кровавая работа
«Кровавая работа» (англ. Blood Work) — триллер с элементами детектива, снятый и спродюсированный Клинтом Иствудом в 2002 году. В основе фильма положен роман Майкла Коннелли, переписанный сценаристом Брайаном Хелгелендом.

## Сюжет
Терри МакКалеб — бывший агент ФБР, специализировавшийся на серийных убийствах. В ходе своего последнего расследования он вышел на след убийцы, начал его преследование, но из-за сердечного приступа не смог задержать преступника. МакКалебу только удалось ранить его.
После этих событий он вышел на пенсию и живёт на своей лодке. Случилось так, что МакКалеб перенёс операцию по пересадке сердца и донором стала женщина, погибшая от рук того самого непойманного киллера. МакКалеба нанимает в качестве детектива некто Грасиелла Риверс для того, чтобы он расследовал причину смерти её сестры, сердце которой и было пересажено Терри.
Полиция недовольна тем, что Терри занимается самостоятельным расследованием. Против и доктор МакКалеба, советующий ему вести более спокойный образ жизни. Однако Терри опасается за себя и за Грасиеллу, так как преступник всё ещё на свободе. Помогает Терри в расследовании его сосед Джаспер «Бадди» Нун. В конце концов детективу удаётся заметить преступника по имени Джеймс Локридж и застрелить его. В голове убитого обнаружена пуля от предыдущего ранения, и всё указывает на то, что преступник именно он. Полиция предлагает закрыть дело, но Маккалеб чувствует, что до настоящего раскрытия ещё далеко. Кроме этого, неизвестные похищают Грасиеллу и её племянника…

## В ролях
| Актёр            | Роль                     |
| ---------------- | ------------------------ |
| Клинт Иствуд     | Терри МакКалеб           |
| Джефф Дэниэлс    | Джеспер "Бадди" Нун      |
| Анжелика Хьюстон | доктор Бонни Фокс        |
| Пол Родригес     | детектив Роналдо Арранго |
| Дилан Уолш       | детектив Джон Уоллер     |
| Ванда де Хесус   | Грасиелла Риверс         |
| Игорь Жижикин    | Михаил Болотов           |
| Сэм Джагер       | заместитель              |

## Производство
Фильм был снят весной 2002 года в Лос-Анджелесе и Лонг-Бич, Калифорния, за 38 дней.

## Приём
Фильм получил неоднозначные отзывы. На сайте-агрегаторе рецензий Rotten Tomatoes у фильма 54 % положительных отзывов, с единодушным мнением сайта, что это «обычный, но грамотно сделанный триллер, омраченный вялым ритмом». Однако Энтони Скотт из New York Times написал, хотя этот фильм был похож на многие другие фильмы Иствуда, «есть что-то успокаивающее в том, что этот старый боевой конь храбро выбегает из ворот для ещё одной пробежки по знакомой территории».
Фильм не имел кассового успеха, собрав в мировом прокате 31,8 миллиона долларов при бюджете в 50 миллионов долларов.